# عمارت صارم السلطنه نمین
عمارت صارم السلطنه نمین بنای قدیمی به سبک معماری دورهٔ قاجاریه است و در سال ۱۲۴۰ هجری شمسی، توسط یک معمار روس ساخته شده‌است. این بنا با کاربری موزه مردم‌شناسی شهرستان نمین مورد بهره‌برداری می‌باشد. در این موزه آثار تاریخی، باستان‌شناسی، مردم‌شناسی منطقه نمین به نمایش گذاشته شده‌است